# Łaski (famiglia)

Stemma Korab

I Łaski sono una famiglia magnatizia polacca.
Usano il blasone Korab, un particolare blasone polacco.
Originano dalla Polonia centrale. Sono noti a partire dal XIV secolo. Vantano tra gli esponenti Jan Łaski e un suo nipote omonimo, Jan Łaski.